# Chatia Dekanoidze
Chatia Dekanoidze (gruz. ხატია დეკანოიძე) (ur. 20 stycznia 1977 w Tbilisi, Gruzińska SRR, ZSRR) – gruzińska i ukraińska polityk, działacz obywatelski. Rektor Akademii Policji MSW Gruzji (2007 - 2012), minister edukacji i nauki Gruzji (2012), naczelnik Narodowej Policji Ukrainy (2015-2016).

## Życiorys
Chatia Dekanoidze w 1999 roku ukończyła Tbiliski Uniwersytet Państwowy z dyplomem w dziedzinie stosunków międzynarodowych. Następnie  w latach dziewięćdziesiątych i dwa tysiące kształciła się pod egidą Uniwersytetu Środkowoeuropejskiego і RAND Corporation.

## Działalność polityczna

### W Gruzji
W maju 2007 roku Chatia Dekanoidze została mianowana rektorem Akademii Policji Ministerstwa Spraw Wewnętrznych Gruzji i pozostała na tym stanowisko do maja 2012 roku.
W maju 2012 roku rozpoczęła pracę w Ministerstwie Edukacji i Nauki Gruzji na stanowisku dyrektora Narodowego centrum egzaminacyjnego. Na początku 2012 roku została mianowana ministrem edukacji i nauki Gruzji i pozostała na tym stanowisku do rozwiązania rządu Iwane Merabiszwiliego, 25 października 2012 po przegranej Zjednoczonego Ruchu Narodowego w wyborach parlamentarnych.
Latem 2014 roku Chatia Dekanoidze kandydowała na stanowisko „gamgebeli” (zwierzchnika władzy ustawodawczej samorządu terytorialnego w Gruzji) municypii Kwareli w Kachetii, lecz przegrała w drugiej turze z kandydatem partii Gruzińskie Marzenie.

### Na Ukrainie
Od 2015 roku Dekanoidze brała czynny udział w życiu publicznym na Ukrainie. Jest współzałożycielem szkoły społeczno-politycznej CAPS, stawiającej sobie za cel rozpowszechnienie wiedzy o doświadczeniu gruzińskich reform oraz kształcenie ukraińskich kadr kierowniczych. W tym czasie pracowała także jako doradca ministra spraw wewnętrznych Arsena Awakowa. 4 listopada 2015 roku na nadzwyczajnym posiedzeniu Rady Ministrów została powołana na stanowisko naczelnika  Narodowej Policji Ukrainy.